# Другорядні люди
«Другорядні люди» (рос. Второстепенные люди) — трагікомедійний фільм 2002 року української режисерки Кіри Муратової з Наталією Бузько, Жаном Даніелем і Сергієм Четвертковом у головних ролях.

## Сюжет
Сторож Віра, злякавшись агресивного співмешканця-алкоголіка, викликає лікаря. Той, намагаючись приборкати хулігана, випадково вбиває його. Щоб не спілкуватися з міліцією, Віра, яка проживає в будинку на пташиних правах, вирішує самостійно позбавитися від трупа...

## Акторський склад
- Володимир Комаров
- Євген Голубенко
- Наталя Бузько
- Сергій Четвертков
- Микола Седнєв
- Жан Даніель
- Філіп Панов
- Анна Михайловська
- Сергій Афанасьєв
- Сергій Попов